# Washington Open 1980
Il 'Washington Open 1980, noto anche come Washington Star International per motivi di sponsorizzazione, è stato un torneo di tennis giocato sulla terra verde. È stata la 12ª edizione del torneo e faceva parte del Volvo Grand Prix 1980. Si è giocato a Washington negli Stati Uniti dal 21 al 27 luglio 1980.

## Campioni

### Singolare maschile
Brian Gottfried ha battuto in finale  José Luis Clerc con il punteggio di 7–5, 4–6, 6–4.

### Doppio maschile
Hans Gildemeister /  Andrés Gómez hanno battuto in finale  Gene Mayer /  Sandy Mayer con il punteggio di 6–4, 7–5.